# Tradescantia poelliae
Tradescantia poelliae là một loài thực vật có hoa trong họ Commelinaceae. Loài này được D.R.Hunt miêu tả khoa học đầu tiên năm 1981.